# Oswald van York

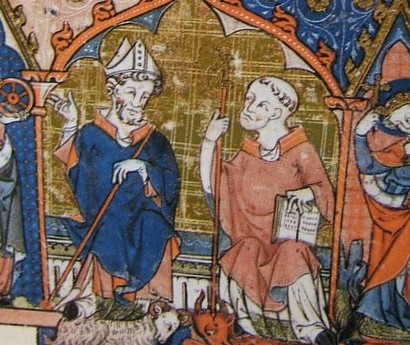
Miniatuur, waarschijnlijk voorstellende bisschop Oswald van York en de abt Ednoth van Ramsey, bij de stichting van de abdij van Ramsey. Miniatuur uit het Ramsey Psalter (eind 13e of begin 14e eeuw), Pierpont Morgan Library, New York, MS M. 302, fol. 4v

Oswald van York, ook Oswald van Worcester (ca. 925 - Worcester, 29 februari 992) was een Engels bisschop van Worcester en York en benedictijner monnik uit de 10de eeuw. Zijn ouders waren van Deense komaf en hij werd opgevoed bij zijn oom Odo, aartsbisschop van Canterbury. Oswald kreeg onderricht van Fridegode. Hij stichtte een aantal abdijen en kerken. Volgens de overlevering waste hij elke dag persoonlijk van twaalf arme mensen de voeten; bij die activiteit is hij, zittend op zijn knieën, ook gestorven. Hij werd begraven in de kathedraal van Worcester.
Zijn feestdag is op 28 en 29 februari.
- Biblioteca Nacional de España: XX4772501
- Gemeinsame Normdatei: 11932251X
- International Standard Name Identifier: 0000 0001 1746 9444
- Library of Congress Control Number: n95070952
- Nationale Bibliotheek van Israël: 987007525165605171
- Système universitaire de documentation: 104488492
- Virtual International Authority File: 16476556
- WorldCat: E39PBJbGVBbK6vBRYFBtbPRxjC